# Santiago (Sesimbra)
Pour les articles homonymes, voir Santiago (homonymie).
Santiago, officiellement Sesimbra (Santiago), est une paroisse civile portugaise (en portugais : freguesia) de la municipalité de Sesimbra dans le district de Setúbal.

## Géographie
Sesimbra (Santiago) correspond à la ville historique de Sesimbra.
Elle est située sur la côte Atlantique, sur la rive sud de la péninsule de Setúbal.

## Histoire

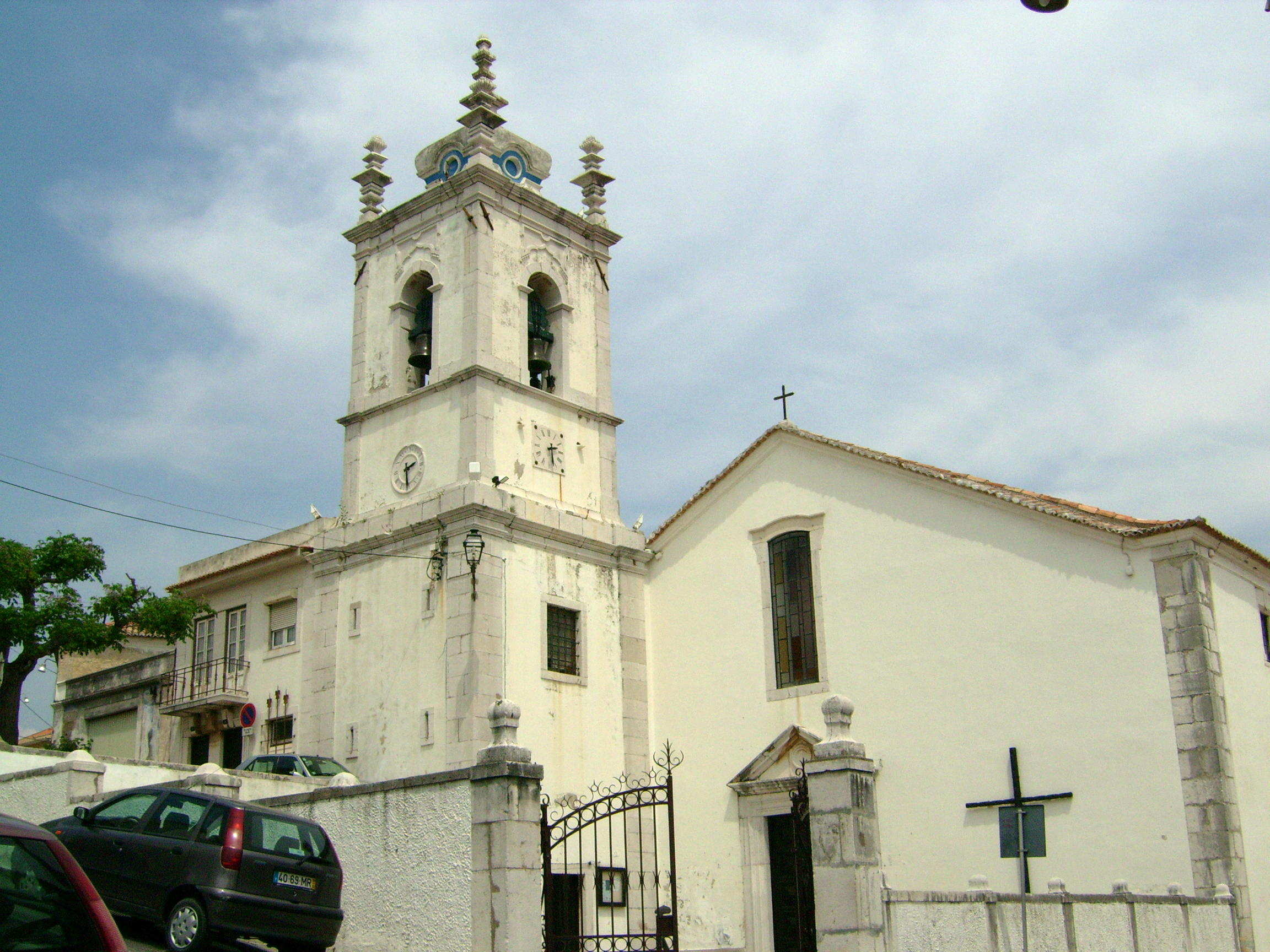
L'église Santiago.

Le village côtier de Póvoa da Ribeira de Cezimbra ou Póvoa Ribeirinha de Sesimbra est fondé au XIIIe siècle, à l'initiative de Denis Ier.
Aux XVe et XVIe siècles, à l'époque des grandes découvertes, la ville de Sesimbra — historiquement implantée autour de son château — se développe vers la mer, à Póvoa da Ribeira de Cezimbra,.
En 1536, la paroisse de Santiago est fondée à Ribeira,, autour de l'église Santiago de Sesimbra édifiée deux ans plus tôt. Elle doit son nom à l'Ordre de Santiago, ordre militaire et religieux catholique qui contrôlait la ville et sa forteresse.
Dès 1538, Santiago devient le siège de la municipalité de Sesimbra, à la place de Castelo. 
Au début du XIXe siècle, Santiago est un important port de pêche, notamment réputé pour ses sardines. À partir des années 1960, elle devient une destination touristique.
- Fort de Santiago de Sesimbra

## Démographie
Lors du recensement de 2021, Sesimbra (Santiago) compte 4 083 habitants. C'est alors la paroisse la moins peuplée de la municipalité de Sesimbra, qui totalise 52 384 habitants.